# (13852) Ford
(13852) Ford (1999 XM96) – planetoida z pasa głównego asteroid okrążająca Słońce w ciągu 3,28 lat w średniej odległości 2,21 j.a. Odkryta 7 grudnia 1999 roku.